# Vieu-d'Izenave
Vieu-d'Izenave es una comuna francesa situada en el departamento de Ain, de la región de Auvernia-Ródano-Alpes.
En este mismo departamento se encuentra otra comuna de nombre similar, Vieu.

## Demografía
| 412 | 388 | 379 | 452 | 524 | 537 | 651 | 680 | 707 |
| Para los censos de 1962 a 1999 la población legal corresponde a la población sin duplicidades (Fuente: INSEE [Consultar]) |     |     |     |     |     |     |     |     |